# Bereżnica (obwód wołyński)
Bereżnica (ukr. Бережниця) – wieś na Ukrainie, w obwodzie wołyńskim, w rejonie kamieńskim. W 2001 liczyła 401 mieszkańców, wśród których 399 wskazało jako ojczysty język ukraiński, a 2 białoruski.
W okresie międzywojennym wieś znajdowała się w granicach II RP, wchodząc w skład gminy Powórsk w powiecie kowelskim, w województwie wołyńskim.